# Zygomyia pseudohumeralis
Zygomyia pseudohumeralis är en tvåvingeart som beskrevs av Caspers 1980. Zygomyia pseudohumeralis ingår i släktet Zygomyia och familjen svampmyggor. Arten är reproducerande i Sverige. Inga underarter finns listade i Catalogue of Life.